# Francisco Navarro (músico)
Francisco Navarro (Cuevas de Cañart, c. 1610 - Valencia, 1650) fue un compositor y maestro de capilla español.

## Vida
Se desconoce la fecha exacta de nacimiento, que Climent da hacia 1613 y Muneta da hacia 1610. Las fechas y el lugar de nacimiento se deducen de una entrada del 19 de marzo de 1628 en las actas capitulares de la Catedral de Teruel, «De común consentimiento en el coro pareciendo a todos los presentados la persona de Francisco Navarro, natural de Las Cuevas», en la provincia de Teruel. Hacia 1623 ingresó en la Catedral de Valencia como infantillo del coro, donde se formó musicalmente bajo el magisterio de Vicente García Velcaire y los organistas Miguel Ximeno y Juan Albano.
El 29 de marzo de 1628 se contrató a Francisco Navarro para las plazas de cantor y teniente de maestro de capilla, ya que al parecer el maestro Felipe Baltasar estaba ya mayor.

Diestro en el canto de recibió de presente por veinte ducados y veinte fanegas de trigo y sus distribuciones, y se le dio el título de teniente de maestro de capilla, de manera que, en falta de maestro, sólo él puede usar el compás en la capilla.
Actas capitulares de la Catedral de Teruel, 29 de marzo de 1628

Pocos meses después, el 18 de mayo de 1628, partió a la Catedral de Albarracín para ocupar la plaza de maestro de capilla de la Catedral de Segorbe. Permaneció en Albarracín hasta noviembre de 1630, aunque el cabildo no le retiró la capellanía hasta el 27 de marzo de 1631. «Se despide el Contralto Francisco Navarro y no se le da el aumento concedido pocos días antes».
El cabildo de Segorbe le había ofrecido el cargo a cambio de la obligación de —además— cantar como contralto. El cabildo seguntino mostró su apreciación por el trabajo del maestro:

Atendiendo y considerando que el maestro de Capilla estuvo muchos días fuera de su casa y en esta ciudad para la oposición y provisión del magisterio [...] y que el salario que se le ha dado es menor que el que tenía el otro maestro Marcos Pérez y sin embargo de esto ha acudido a las cosas de la Iglesia con mucha puntualidad [...] Atendiendo también que cuando le admitieron se le hizo merced fuese corriente su salario desde 1º de Noviembre de 1630, lo cual si bien se resolvió y dio orden, no se halla donde se ha continuado, por tanto, para alentar a dicho maestro a que siga en acudir a sus obligaciones, se proveyó se le cuente su salario de 70 libras desde 1º de dicho mes de noviembre.
Actas capitulares de la Catedral de Segorbe, 27 de junio de 1631

Solo permanecería cuatro años en el cargo, partiendo en 1634 hacia Valencia tras obtener la capellanía de contralto. Llegó a Valencia la vez que el nuevo maestro Juan Bautista Comes, que se reincorporaba al magisterio valenciano por tercera vez. A partir de 1638 comenzó a sustituir a Comes por temporadas debido a las ausencias por enfermedad del maestro. El 9 de junio de ese año tomaría la responsabilidad de la enseñanza y cuidado de los infantes del coro, para las que Comes se veía incapacitado. El maestro Comes fallecería seis años después.
Tras el fallecimiento del maestro Comes, Francisco Navarro fue nombrado como su sucesor el 20 de octubre de 1644 sin oposición, con el mismo salario y emolumentos que recibía como cantor. El nombramiento generó un escándalo mayúsculo por no haberse convocado oposiciones, con la oposición al nombramiento de algunos canónigos del cabildo. Como ejemplo, el canónigo Cristóbal Balius propuso la anulación de la designación al poner en duda su capacidad musical para el cargo. El síndico desestimó las alegaciones, indicando la experiencia de Navarro en Albarracín y Segorbe, y sus sustituciones impecables del organista y del maestro durante su enfermedad. El musicólogo José María Lloréns especula con la posibilidad de que se tratara de disputas sobre la modernización del repertorio, ya que Comes tenía un estilo más moderno en comparación con Navarro, que seguía moldes más tradicionales en la música religiosa.
Navarro permaneció en el cargo hasta su fallecimiento en 1650, a los cuarenta años. Le sucedería en el magisterio valenciano Diego Pontac.

## Obra
Entre otras obras, se conservan de Francisco Navarro composiciones en los archivos de Segorbe y Valencia: Veni de Libano, motete a nueve voces; Bentus vir; Laetatus sum; Lauda Jerusalem; y un magníficat a doce voces. También se conservan algunas obras en el Real Colegio del Corpus Christi.
Además del género religioso cultivó el lirismo profano de salón y es autor de un cancionero, en cuya publicación mostró mucho interés Barbieri.